# گریگور ملیکستیان
گریگور واچه‌ای ملیکستیان (ارمنی: Գրիգոր Մելիքսեթյան؛ زادهٔ ۱۸ اوت ۱۹۸۶ در ایروان) یک بازیکن فوتبال در پستدروازه‌بان اهل ارمنستان است.

## باشگاهی
از باشگاه‌هایی که در آن بازی کرده‌است می‌توان به اولیس، گاندزاسار، آرارات ایروان، باشگاه فوتبال گهر دورود لرستان، باشگاه فوتبال پیکان تهران، باشگاه فوتبال پدیده خراسان، و پیونیک اشاره کرد.

## تیم ملی
وی همچنین در زیر ۲۱ سال ارمنستان و تیم ملی فوتبال ارمنستان بازی کرده‌است. ملیکستیان نخستین بازی ملی خویش که یک بازی دوستانه بود در ۲۸ فوریه ۲۰۱۲ در لیماسول، قبرس در مقابل صربستان انجام داده‌است.

## افتخارات

### باشگاهی
باشگاه فوتبال پیونیک
- لیگ برتر فوتبال ارمنستان (۳): ۲۰۰۷, ۲۰۰۸, ۲۰۰۹
- جام استقلال ارمنستان (۱): جام استقلال ارمنستان
- سوپر جام فوتبال ارمنستان (۲): ۲۰۰۷, ۲۰۰۸
- نایب قهرمان سوپر جام فوتبال ارمنستان (۱): ۲۰۰۹

### انفرادی
- باارزش‌ترین دروازه‌بان: ۲۰۰۸[۲]